# ژان-پیر جاریه
ژان-پیر ژاک جاریه (فرانسوی: Jean-Pierre Jacques Jarier‎؛ زادهٔ ۱۰ ژوئیهٔ ۱۹۴۶ در شرانتون-لو-پون) رانندهٔ سابق مسابقات اتومبیل‌رانی اهل فرانسه است که در فصل ۱۹۷۱، و دوباره از فصل ۱۹۷۳ تا ۱۹۸۳ در مجموع در ۱۴۳ گراند پری از مسابقات جهانی فرمول یک شرکت کرد.
او در طول دوران فعالیت خود در فرمول یک ۳ بار مسابقه را از پول پوزیشن آغاز کرد و در ۳ مسابقه موفق شد سریع‌ترین زمان طی یک دور پیست را به نام خود ثبت کند. او در این مسابقات ۳ بار بر روی سکو رفت و ۳۱٫۵ امتیاز را به نام خود به‌ثبت رساند.